# La Ruche
La Ruche (bikupa) var en fransk friskola, sekulär och oberoende, som utgav sig för att vara ett kooperativ; den fanns mellan 1904 och 1917. År 1904, 3 kilometer från Rambouillet, beslöt den anarkistiske Sébastien Faure att försöka starta en skola för arbetarbarn, föräldralösa, vad som beskrevs som "framtidens skola". 
De försökte forma en allmän utbildning tillsammans med en allmän teknisk och professionell utbildning, främst inom en ram för en sund mathållning och kontakt med naturen. Lika viktigt var klassrummet och slöjdsalen. Belöningar och straff förbjöds, likaså varje form av obestridd auktoritet.

## Historia
Faure köpt ett stort hus med tillbyggnader och en stor trädgård samt gräsmarker och skogar, tillsammans omkring 25 hektar. Källan till kapital för La Ruche för att starta undervisningen var produkter från Faures seminarium, men skolan blev självförsörjande efter tre år. På denna plats bodde tillsammans med lärarna omkring 40 barn av båda könen, deras utbildning var fri och var beroende av det inre arbetet för egna medel och externa bidragsgivare. Första världskriget innebar slutet för skolan. 

## Principer
Det tillämpade samma principer som skolan enligt Cempuis, och dess grundprinciper liknade begreppen "livslångt lärande" enligt Proudhon och "god födsel, god utbildning och god social organisation" enligt Paul Robin. Utbildningen sökte den intellektuella utvecklingen, tekniskt och moraliskt. 
De tre viktigaste områdena av utbildning uppfylldes genom klasserna, arbetet på fältet och alla verksamheter som var nödvändiga för att säkerställa skolans självförsörjning. Moralvärdena var : 
- Respekt för barnets autonomi.
- Positiv eller rationell metod.
- Avsaknad av betyg och varje annan form av klassificering (förutom några verksamheter som var reserverade för vissa åldersgrupper).
- Samundervisning.
- Sexualundervisning (all undervisning var blandad pojkar-flickor).